# Робинсон, Энтони (футболист)
Э́нтони Ро́бинсон (англ. Antonee Robinson; род. 8 августа 1997, Милтон-Кинс, Юго-Восточная Англия) — американский футболист, выступающий на позиции левого защитника. Игрок клуба «Фулхэм» и национальной сборной США.

## Клубная карьера
Энтони Робинсон — воспитанник футбольного клуба «Эвертон», в систему которого он попал в возрасте 11 лет. В 2014 году Робинсон начал играть за резервную команду клуба из Ливерпуля. Первый профессиональный контракт с «Эвертоном» футболист подписал в июле 2015 года, однако сезон 2015/16 почти полностью пропустил из-за травы колена. В сезоне 2016/17 в составе резервной команды «Эвертона» выиграл Премьер-лигу 2.
4 августа 2017 года на правах аренды до января 2018 года перешёл в клуб «Болтон Уондерерс», а спустя 5 дней дебютировал в новой команде в матче Кубка лиги против команды «Кру Александра». В дальнейшем аренда игрока была продлена до конца сезона 2017/18. Всего за сезон Робинсон принял участие в 30 играх «Болтона» в чемпионшипе и помог команде сохранить своё место в лиге.
В середине июля 2019 года Робинсон подписал трехлетний контракт с «Уиган Атлетик». Свой первый и единственный гол за клуб Энтони забил 26 ноября 2019 года в игре с «Миллуолл», которая завершилась со счетом 2:2. В качестве одного из лучших левых защитников Чемпионшипа Робинсон был близок к подписанию контракта с итальянским «Миланом» до 31 января 2020 года. Однако, сделка не состоялась, когда на медобследовании у футболиста было выявлено нарушение сердечного ритма.
20 августа 2020 года Энтони Робинсон перешел в клуб Премьер-лиги «Фулхэм», подписав контракт на три года. Первое появление на поле состоялось 16 сентября в матче Кубка Лиги с «Ипсвич Таун». В Премьер-лиге Робинсон дебютировал 4 октября в игре с «Вулверхэмптон Уондерерс». Первый гол защитник забил 24 августа 2021 года в ворота «Бирмингем Сити». В июле 2023 года был подписан новый контракт с клубом до 2028 года.

## Карьера в сборной
Робинсон имеет право выступать как за сборную Англии, так и за сборную США, поскольку мать футболиста — англичанка, а отец — американец.
В 2014 году провёл единственный матч за юношескую сборную США (до 18 лет). В марте 2018 года был впервые вызван в основную сборную США, а 28 мая 2018 года состоялся дебют Робинсона в национальной команде. Защитник вышел на поле в стартовом составе сборной на товарищеский матч против сборной Боливии и провёл на поле весь матч, отметившись результативной передачей, а его команда выиграла со счётом 3:0.

## Статистика выступлений

### Клубная
| Выступление        | Выступление      | Выступление      | Лига | Лига | Кубок | Кубок | Кубок лиги | Кубок лиги | Итого | Итого |
| Клуб               | Лига             | Сезон            | Игры | Голы | Игры  | Голы  | Игры       | Голы       | Игры  | Голы  |
| ------------------ | ---------------- | ---------------- | ---- | ---- | ----- | ----- | ---------- | ---------- | ----- | ----- |
| Эвертон            | Премьер-лига     | 2017/18          | 0    | 0    | 0     | 0     | 0          | 0          | 0     | 0     |
| Эвертон            | Итого            | Итого            | 0    | 0    | 0     | 0     | 0          | 0          | 0     | 0     |
| → Болтон Уондерерс | Чемпионшип       | 2017/18          | 30   | 0    | 1     | 0     | 3          | 0          | 34    | 0     |
| → Болтон Уондерерс | Итого            | Итого            | 30   | 0    | 1     | 0     | 3          | 0          | 34    | 0     |
| → Уиган Атлетик    | Чемпионшип       | 2018/19          | 26   | 0    | 0     | 0     | 0          | 0          | 26    | 0     |
| → Уиган Атлетик    | Итого            | Итого            | 26   | 0    | 0     | 0     | 0          | 0          | 26    | 0     |
| Уиган Атлетик      | Чемпионшип       | 2019/20          | 38   | 1    | 1     | 0     | 0          | 0          | 39    | 1     |
| Уиган Атлетик      | Итого            | Итого            | 38   | 1    | 1     | 0     | 0          | 0          | 39    | 1     |
| Фулхэм             | Премьер-лига     | 2020/21          | 28   | 0    | 1     | 0     | 3          | 0          | 32    | 0     |
| Фулхэм             | Чемпионшип       | 2021/22          | 36   | 2    | 0     | 0     | 1          | 1          | 37    | 3     |
| Фулхэм             | Премьер-лига     | 2022/23          | 35   | 0    | 3     | 0     | 0          | 0          | 38    | 0     |
| Фулхэм             | Премьер-лига     | 2023/24          | 37   | 0    | 2     | 0     | 5          | 0          | 44    | 0     |
| Фулхэм             | Премьер-лига     | 2024/25          | 36   | 0    | 2     | 0     | 0          | 0          | 38    | 0     |
| Фулхэм             | Итого            | Итого            | 172  | 2    | 8     | 0     | 9          | 1          | 189   | 3     |
| Всего за карьеру   | Всего за карьеру | Всего за карьеру | 266  | 3    | 10    | 0     | 12         | 1          | 288   | 4     |

### Матчи за сборную
| Матчи и голы Робинсона за сборную США | Матчи и голы Робинсона за сборную США | Матчи и голы Робинсона за сборную США | Матчи и голы Робинсона за сборную США | Матчи и голы Робинсона за сборную США | Матчи и голы Робинсона за сборную США |
| №                                     | Дата                                  | Оппонент                              | Счёт                                  | Голы                                  | Соревнование                          |
| ------------------------------------- | ------------------------------------- | ------------------------------------- | ------------------------------------- | ------------------------------------- | ------------------------------------- |
| 1                                     | 28 мая 2018                           | Боливия                               | 3:0                                   | −                                     | Товарищеский матч                     |
| 2                                     | 9 июня 2018                           | Франция                               | 1:1                                   | −                                     | Товарищеский матч                     |
| 3                                     | 7 сентября 2018                       | Бразилия                              | 0:2                                   | −                                     | Товарищеский матч                     |
| 4                                     | 11 сентября 2018                      | Мексика                               | 1:0                                   | −                                     | Товарищеский матч                     |
| 5                                     | 11 октября 2018                       | Колумбия                              | 2:4                                   | −                                     | Товарищеский матч                     |
| 6                                     | 16 октября 2018                       | Перу                                  | 1:1                                   | −                                     | Товарищеский матч                     |
| 7                                     | 6 июня 2019                           | Ямайка                                | 0:1                                   | −                                     | Товарищеский матч                     |
| 8                                     | 16 ноября 2020                        | Панама                                | 6:2                                   | −                                     | Товарищеский матч                     |
| 9                                     | 25 марта 2021                         | Ямайка                                | 4:1                                   | −                                     | Товарищеский матч                     |

Итого: 9 матчей / 0 голов; 4 победы, 2 ничьи, 3 поражения.

## Достижения

### Командные
Сборная США
- Победитель Лиги наций КОНКАКАФ: 2019/20[13]